# Euphrasia culminicola
Euphrasia culminicola är en snyltrotsväxtart som beskrevs av Herbert Fuller Wernham. Euphrasia culminicola ingår i släktet ögontröster, och familjen snyltrotsväxter. Inga underarter finns listade i Catalogue of Life.